# Pektorał

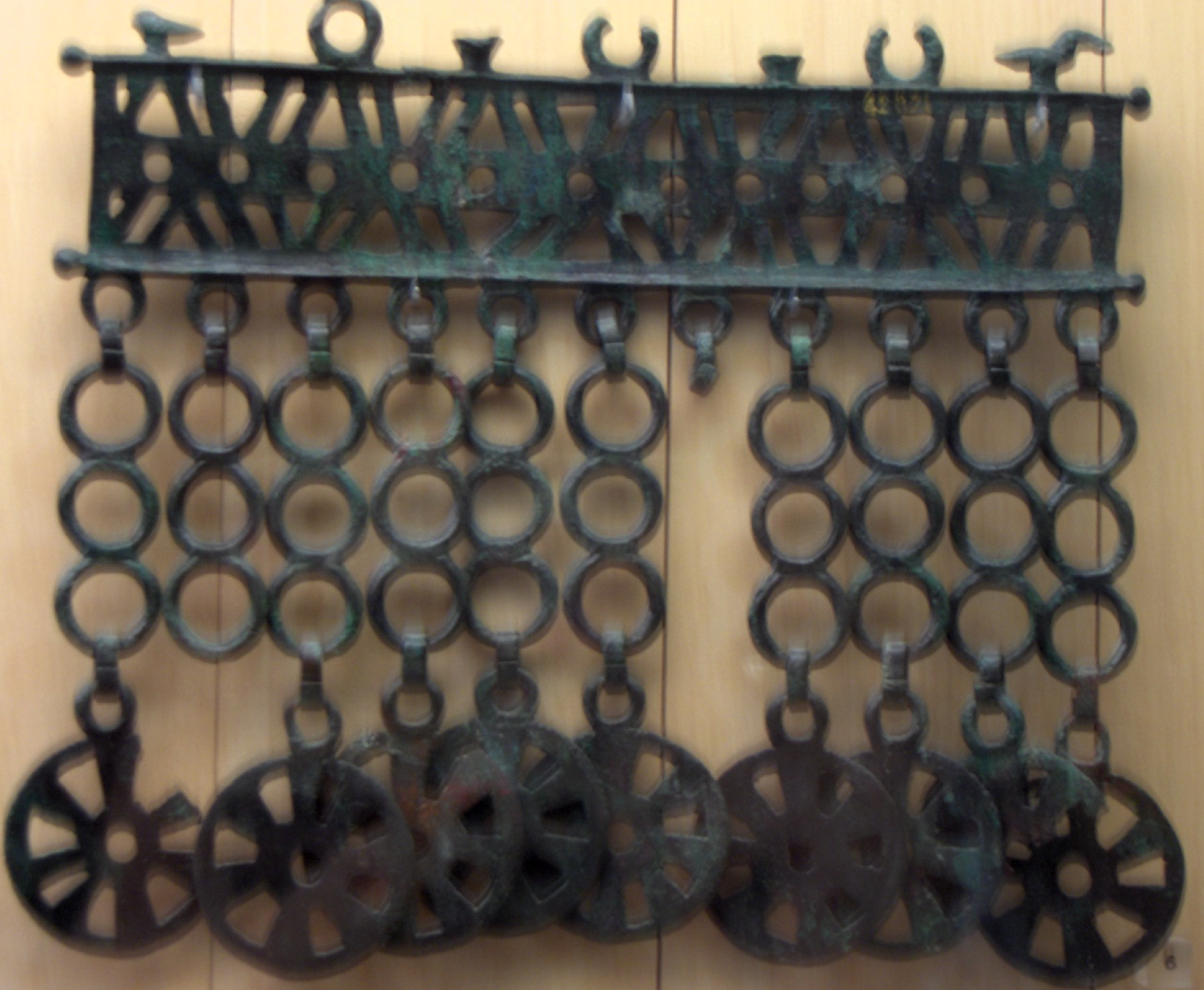
Pektorał celtycki z brązu z Les Moidons we Francji, zbiory Musée des Antiquités nationales w Saint-Germain-en-Laye

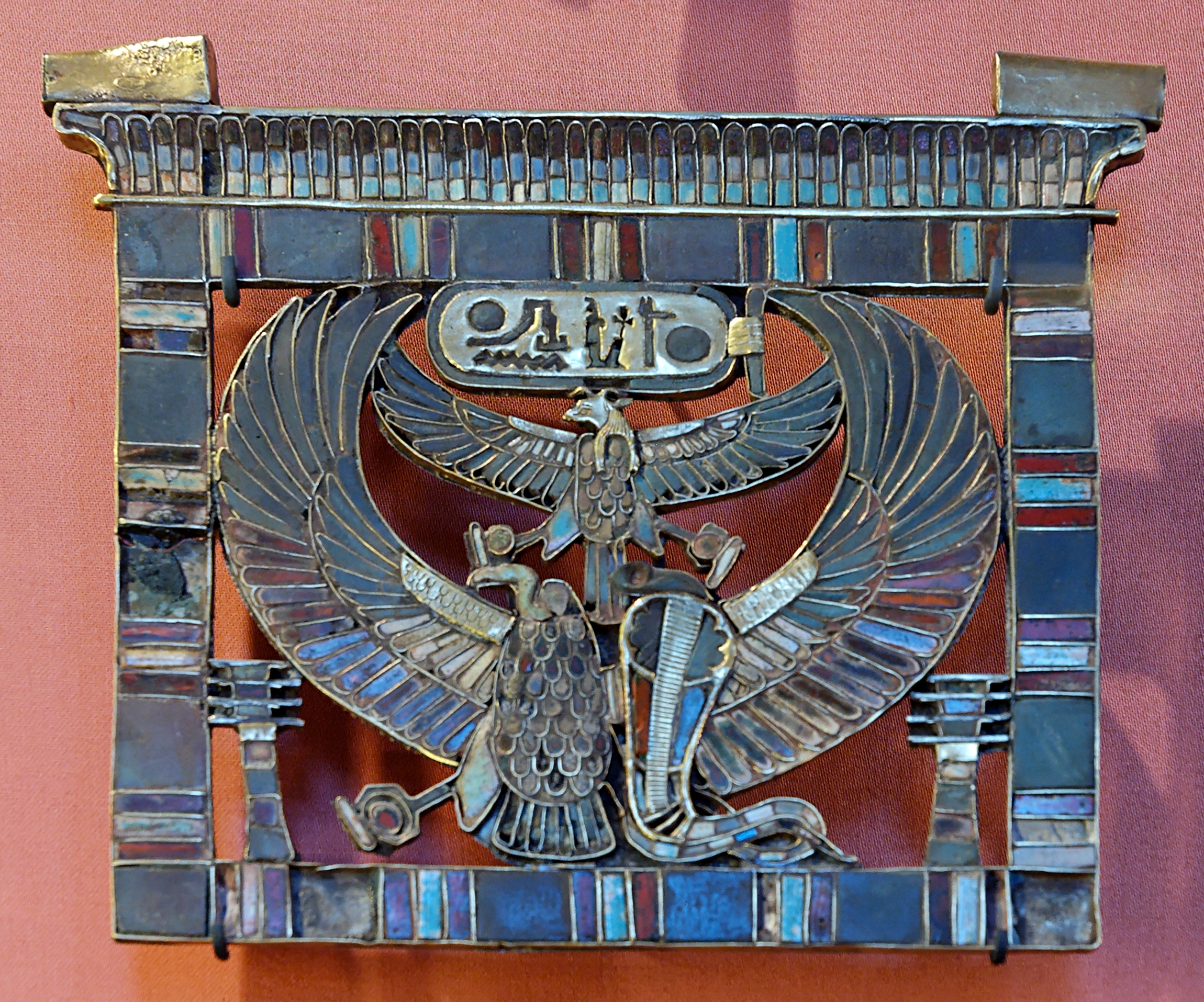
Pektorał Ramzesa II, zbiory Luwru

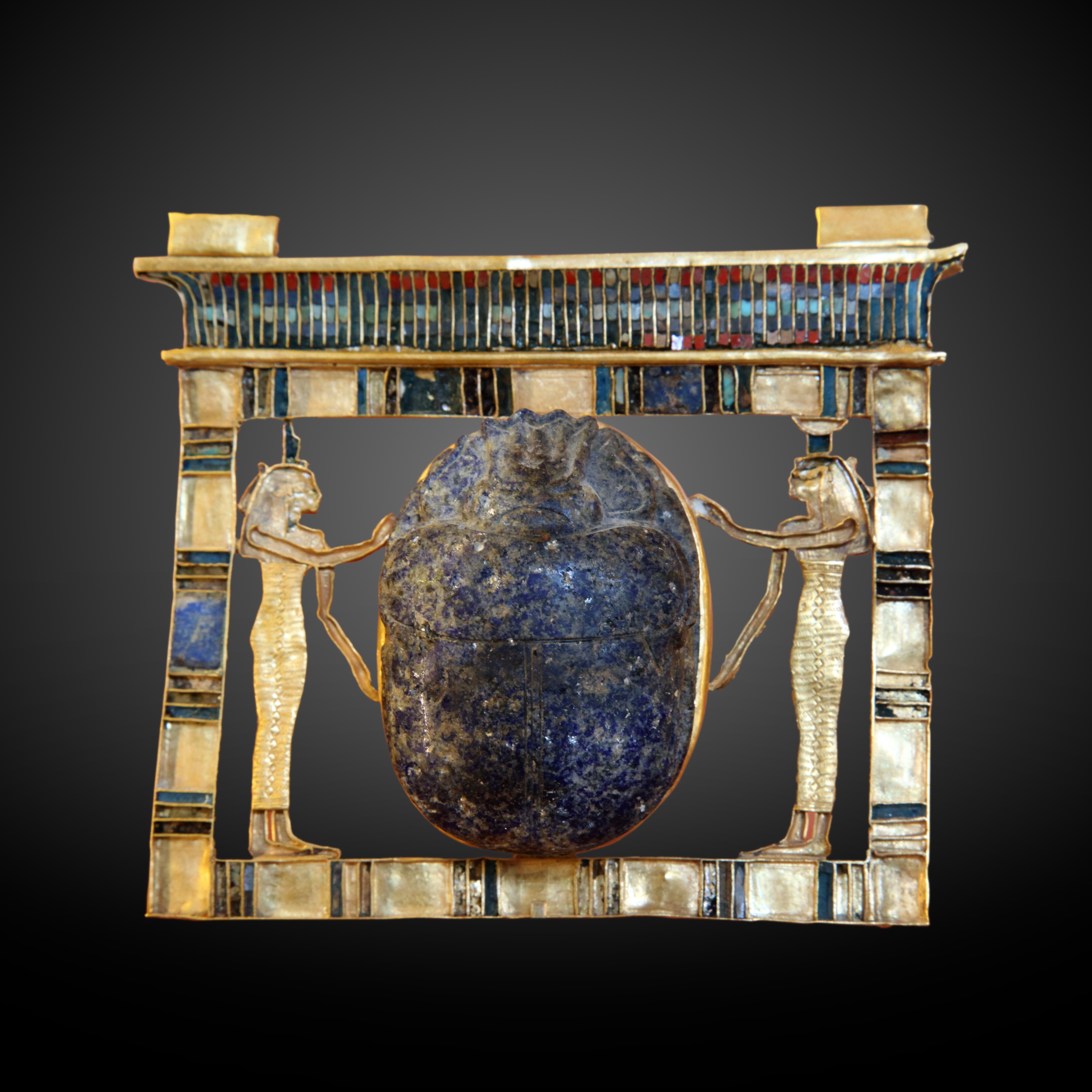
Pektorał egipski ze skarabeuszem, zbiory Luwru

Pektorał, napierśnik (z łac. pectus – pierś) – rodzaj biżuterii świeckiej lub religijnej noszonej na piersi, zapinanej od tyłu. Obecnie nazwa często używana dla ozdobnego krzyża noszonego na piersi przez wyższe duchowieństwo (biskupi, arcybiskupi, kardynałowie, papież) – zobacz pektorał (chrześcijaństwo).

## W starożytności
Ozdoby takie znane były już w czasach antycznych w starożytnym Egipcie, Rzymie, Tracji czy u Celtów, Scytów i Żydów. W starożytnym Egipcie, gdzie były noszone przez faraonów i arcykapłanów, a także u arcykapłanów żydowskich oraz w starożytnym Rzymie pektorały były symbolem władzy.
W egipskich pektorałach królewskich głównym elementem była złota płytka z cyzelowaną dekoracją figuralną i wprawionymi kamieniami szlachetnymi. Pektorały kapłanów, umieszczane w grobowcach na piersiach zmarłego, wykonane były ze srebra, srebra pozłacanego, brązu, a nawet drewna pozłacanego i przedstawiały najczęściej boga Horusa w postaci sokoła z rozpostartymi szeroko skrzydłami.

## W Ameryce prekolumbijskiej
Forma pektorału występowała również w sztuce prekolumbijskiej. W 2006 polscy archeolodzy odkryli w grobowcu jednego z władców Majów w Nakum w Gwatemali pektorał z jadeitu. Znaleziska takie zostały także odnotowane na terytorium Peru.

## W tradycji żydowskiej
W starożytnym Izraelu pektorały nosili królowie i arcykapłani. Pektorał królewski zapewne przypominał pektorały egipskie lub kananejskie. Pektorał arcykapłana (hebr. hoszen, ang. bibl. breastplate) był sztywną, prostokątną kopertą (podobną do katolickiej bursy), w której znajdowały się losy Urim i Tummim, a na jego powierzchni przymocowanych było 12 szlachetnych kamieni, reprezentujących 12 plemion Izraela.